# Axiom (logiciel)
Pour les articles homonymes, voir Axiom.
Axiom est un logiciel libre de calcul formel dont l'origine remonte à 1971.

## Historique
Nommé au départ Scratchpad, son développement a commencé chez IBM sur la base d'un logiciel d'algèbre linéaire. Pendant près de 20 ans, il a eu un processus de développement lent dans le but de tester de nouvelles idées en mathématiques appliquées. En 1990, il a été vendu au Numerical Algorithms Group (NAG) et a pris le nom d'Axiom. Le NAG a ensuite décidé de le publier sous forme de logiciel libre.
La communauté s'est divisée en 2007 par les embranchements des projets OpenAxiom et FriCAS.